# جان آلن پائلوس
جان آلن پائلوس (به انگلیسی: John Allen Paulos) (زاده ۴ ژوئیه ۱۹۴۵) استاد ریاضیات آمریکایی در دانشگاه تمپل فیلادلفیا، پنسیلوانیا است، که به عنوان نویسنده و سخنگو در زمینه ریاضیات و اهمیت سواد ریاضیاتی شناخته شده‌است.
پائلوس در شیکاگو، ایلینوی و میلواکی، ویسکانسین رشد یافت. او پی‌اچ‌دی ریاضی را از دانشگاه ویسکانسین-مدیسن دریافت کرده‌است.
کارهای آکادمیک او عموماً در زمینه منطق ریاضی و نظریه احتمالات است.